# 阿爾貝托·格拉西
阿爾貝托·格拉西（義大利語：Alberto Grassi；1995年3月7日—）是一位意大利足球運動員。在場上的位置是防守型中場。現效力於意甲俱樂部克雷莫納。他也代表意大利各級國青隊參賽。